# Городецкий, Иосиф Ефимович
Иосиф Ефимович Городе́цкий (1903—1957) — советский учёный в области метрологии и измерительной техники.

## Биография
Родился в 1903 году в Шполе (ныне Черкасская область, Украина). Окончил Киевский политехнический институт (1929). В 1931—1937 годах — инженер на московском заводе «Калибр».
В 1937—1957 годах работал в бюро взаимозаменяемости Министерства станкостроительной и инструментальной промышленности СССР: начальник научно-технического отдела, главный инженер, директор.
Одновременно в 1931—1940 годах преподавал в Московском вечернем машиностроительном институте, с 1939 года — профессор по кафедре «Взаимозаменяемость и техника измерения».
В 1938 году вместе с Н. Ф. Рымарем разработал первый в СССР автомат для контроля размеров цилиндрических деталей производительностью 2300 деталей в час с погрешностью ± 0,001 мм. В 1940 году они же спроектировали первый советский прибор для контроля размеров деталей в процессе шлифования.
С 1940 года — заведующий кафедрой «Метрология и приборостроение» в Станкине.
Доктор технических наук.
Умер 28 января 1957 года. Похоронен на Пятницком кладбище.

## Сочинения
- Основы технических измерений [Текст] / И. Е. Городецкий. — Москва : [б. и.], 1947. — 78 с. : ил. ; 22 см.
- Основы технич. измерений в машиностроении. М., 1950;
- Допуски и технич. измерения. 4-е изд. М., 1956 (совм. с Г. А. Апариным).

## Награды и премии
- Сталинская премия первой степени (1951) — за разработку принципов комплексной автоматизации производственных процессов в машиностроении, проектирование и освоение автоматического завода поршней
- заслуженный деятель науки и техники РСФСР.